# Uniwersytet Bangijski
Uniwersytet Bangijski, Uniwersytet w Bangi (fr. Université de Bangui) – uczelnia publiczna znajdująca się w Bangi, stolicy Republiki Środkowoafrykańskiej.

## Historia
Instytucja została założona 12 listopada 1969 na mocy rozporządzenia nr 69/063 po rozwiązaniu Enseignement Supérieur en Afrique Centrale. Uczelnia posiada osobowość prawną oraz autonomię administracyjną i finansową.